# Илия Физиев
Илия Аврамов Физиев е български музиковед и революционер.

## Биография
Илия Аврамов е роден на 10 юли 1889 година във валовищкото село Горни Порой, тогава в Османската империя. Завършва с третия випуск българското училище в Сяр. Още като ученик в Сяр се включва в дейнстта на Вътрешната македоно-одринска революционна организация.
Преследван от османските властите за революционна дейност, бяга с български кораб в Русия и в Одеса с руска стипендия и завършва Музикалната консерватория със специалност цигулка. В Одеса се жени за Синклетиния Василевна Щкляревич.
В 1911 година се установява в Провадия, Царство България, където работи като учител по музика. Участва в Балканската война (1912 – 1913) като поручик, а жена му като милосърдна сестра в Първа военна болница в Одрин. Отличен е с орден „За военна заслуга“, а жена му с медал.
След Балканската война работи учител в град Нова Загора, а Синклетиния Аврамова – като градска акушерка. Отново е мобилизиран и взема участие и в Междусъюзническата и в Първата световна война. Награден e с орден „За храброст“, III степен. След войните работи в Нова Загора като учител в гимназията по музика и руски език.
През 1921 година е награден с орден „За гражданска заслуга“ – пета степен с корона.
Аврамов създава хор „Родна песен” към читалището в Нова Загора. Поставя детски оперети. Основоположник е и на духовия оркестър при читалището, за който и композира. През 1954 година създава Детска музикална школа при читалището, която ръководи през 1954 – 1955 година. През 1950 година по Програмата по ограмотяване на населението в изостаналите райони на страната Аврамов е изпратен за учител в село Райково. През 1955 година заедно с режисьора Михаил Янков поставя оперетата „Волният вятър”, а през 1956 година – „Аршин мал Алан”. В същата година е награден с орден „Кирил и Методий” III степен. Автор на редица 
Умира на 9 април 1978 година в Бургас. Синът му Васил Аврамов е лекар, а внучката му Синклитиния Василева Аврамова – строителен инженер и дългогодишен преподавател.